# Parabola (geometria)

Parte di una parabola (in blu), con varie caratteristiche (in altri colori).
La parabola completa non è limitata: in questo orientamento, si estende infinitamente verso sinistra, destra, e verso l'alto.

La parabola è una particolare figura piana.
Si tratta di una particolare sezione conica, come l'ellisse e l'iperbole. Può essere definita come il luogo geometrico dei punti equidistanti da una retta (detta direttrice) e da un punto fisso (detto fuoco). La parabola è una curva matematica molto importante ed ha numerose applicazioni in fisica ed in ingegneria.

## Definizione
La parabola è il luogo geometrico dei punti di un piano equidistanti da un punto fisso {\displaystyle F}, detto fuoco, e da una retta data {\displaystyle d}, detta direttrice.

### La sezione conica

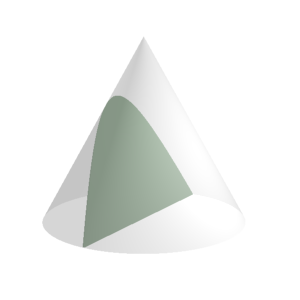
La parabola è una sezione conica:
si ottiene come intersezione di un cono infinito con un piano parallelo ad una retta generatrice.

Una parabola è una sezione conica, cioè una figura che si ottiene come intersezione fra un cono circolare ed un piano.
Il tipo di sezione conica dipende dalla inclinazione del piano rispetto al cono.
Una retta generatrice del cono è una retta contenuta nella superficie del cono.
Una parabola è una curva ottenuta come intersezione di un cono circolare e un piano parallelo ad una retta generatrice del cono.
Se il piano non è parallelo ad una retta generatrice, si ottengono altre sezioni coniche, quali ad esempio l'ellisse o l'iperbole.

### Luogo geometrico
Una parabola può anche essere definita come luogo geometrico nel modo seguente.
Una parabola è l'insieme dei punti del piano equidistanti da una retta {\displaystyle d} (detta direttrice) e da un punto {\displaystyle F} (detto fuoco) non contenuto in {\displaystyle d}. 

Una parabola:
è il luogo dei punti equidistanti tra il punto (fuoco) e la retta (direttrice, rappresentata nel grafico con la lettera L).
Nel disegno, i segmenti e hanno la stessa lunghezza
(per).

In altre parole, una parabola è l'insieme dei punti {\displaystyle P} tali che, indicata con {\displaystyle Q} la proiezione ortogonale di {\displaystyle P} sulla retta {\displaystyle d}, sono uguali tra loro le lunghezze dei segmenti 
{\displaystyle {\overline {PF}}={\overline {PQ}}.}
- La retta passante per {\displaystyle F} e ortogonale alla direttrice costituisce l'asse di simmetria della curva.
- L'intersezione dell'asse di simmetria con la parabola, punto medio tra il fuoco e la sua proiezione sulla direttrice, si dice vertice della parabola.

La parabola, in geometria descrittiva, è anche il luogo geometrico dei centri delle circonferenze tangenti una circonferenza ed una retta.

### Equazione cartesiana della parabola
In geometria analitica, il piano è dotato di coordinate cartesiane ortogonali, e una parabola può essere descritta come luogo di punti che soddisfa un'equazione di un certo tipo.
Una parabola è l'insieme dei punti {\displaystyle (x,y)} del piano cartesiano che soddisfano una equazione quadratica del tipo
{\displaystyle ax^{2}+2ab\,xy+by^{2}+2gx+2fy+c=0.}
Operando una rotazione che trasforma l'asse della parabola in una retta parallela all'asse delle ordinate si può ottenere una espressione più semplice, del tipo:
{\displaystyle y=ax^{2}+bx+c,}
con {\displaystyle a\neq 0}.
Se invece la rotazione trasforma l'asse in una retta parallela all'asse delle ascisse l'equazione diventa:
{\displaystyle x=ay^{2}+by+c.}

### Equazione generale della parabola
Sia data una retta in forma implicita {\displaystyle ax+by+c=0} ed un punto {\displaystyle P(x_{0},y_{0})} nel piano, non appartenente alla retta, la parabola che ha come direttrice la suddetta retta e come fuoco il punto {\displaystyle P} ha equazione:
{\displaystyle Ax^{2}+Bxy+Cy^{2}+Dx+Ey+F=0,}
con parametri:
{\displaystyle {\begin{aligned}&A={\frac {b^{2}}{a^{2}+b^{2}}};\\&B=-{\frac {2ab}{a^{2}+b^{2}}};\\&C={\frac {a^{2}}{a^{2}+b^{2}}};\\&D=-2\left(x_{0}+{\frac {ac}{a^{2}+b^{2}}}\right);\\&E=-2\left(y_{0}+{\frac {bc}{a^{2}+b^{2}}}\right);\\&F=\left(x_{0}^{2}+y_{0}^{2}-{\frac {c^{2}}{a^{2}+b^{2}}}\right).\end{aligned}}}
Queste equazioni si ricavano dalla definizione metrica della parabola:
{\displaystyle {\sqrt {(x-x_{0})^{2}+(y-y_{0})^{2}}}={\frac {|ax+by+c|}{\sqrt {a^{2}+b^{2}}}}.}
Dalla precedente equazione si elimina la radice elevando al quadrato e infine si uguagliano i coefficienti a quelli dell'equazione generale delle coniche.
Si può trasformare facilmente dalla direttrice in forma implicita alla direttrice in forma esplicita dividendo tutto per {\displaystyle b^{2}} e semplificando ricordando anche che {\displaystyle -{\frac {a}{b}}=m;-{\frac {c}{b}}=q;}.

### Equazione della parabola con vertice nell'origine e asse di simmetria coincidente con l'assey

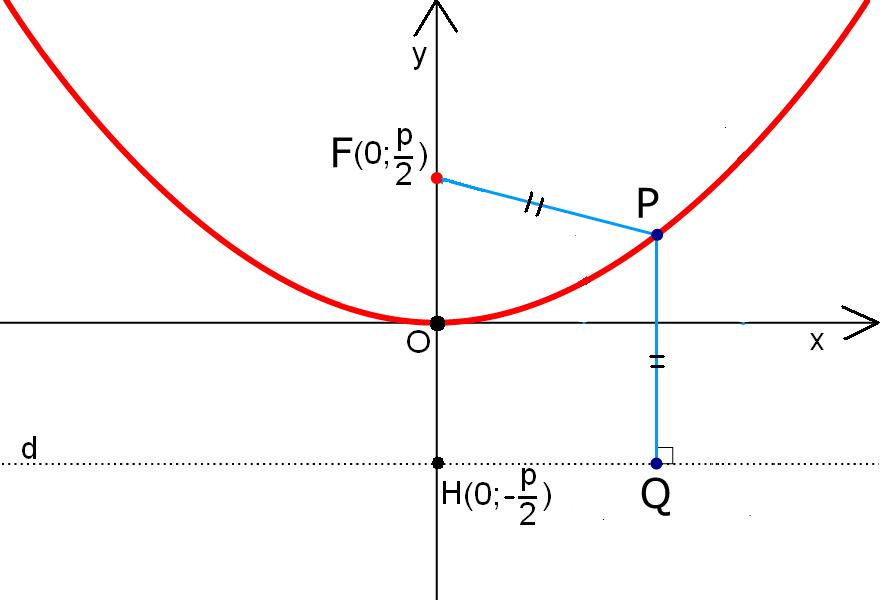
Parabola con vertice: nell'origine e fuoco sull'asse e direttrice parallela all'asse.

Sia {\displaystyle p>0} la distanza fuoco-direttrice.
Il fuoco ha coordinate {\displaystyle F\left(0;{\frac {p}{2}}\right)}.
La direttrice {\displaystyle d} ha equazione {\displaystyle y=-{\frac {p}{2}}}.
Il punto {\displaystyle H\left(0;-{\frac {p}{2}}\right)} è la proiezione ortogonale di {\displaystyle F} su {\displaystyle d}.
Il punto medio di {\displaystyle FH} è {\displaystyle O(0;0)} ed esso appartiene alla parabola essendo equidistante dal fuoco e dalla direttrice.
Tale punto è detto vertice della parabola.
Per la definizione di parabola il punto {\displaystyle P(x;y)} appartiene alla parabola se e solo se la distanza dal fuoco {\displaystyle d(P,F)} è uguale alla distanza dalla direttrice {\displaystyle d(P,Q)} e dunque {\displaystyle d(P,F)=d(P,Q)} dove {\displaystyle Q} è la proiezione ortogonale di {\displaystyle P} sulla direttrice:
{\displaystyle {\sqrt {(x-0)^{2}+(y-{\frac {p}{2}})^{2}}}=\left|y+{\frac {p}{2}}\right|.}
Elevando al quadrato e dopo opportune semplificazioni si ottiene {\displaystyle 2py=x^{2}} da cui {\displaystyle y={\frac {1}{2p}}x^{2}}.
Posto {\displaystyle a={\frac {1}{2p}}} si ottiene la nota equazione elementare della parabola
{\displaystyle y=ax^{2}.}
Questa parabola ha vertice nell'origine degli assi cartesiani e asse di simmetria coincidente con l'asse delle ordinate (asse {\displaystyle y}).
Rispetto al parametro {\displaystyle a} il fuoco ha coordinate {\displaystyle F\left(0;{\frac {1}{4a}}\right)} e la direttrice ha equazione {\displaystyle y=-{\frac {1}{4a}}}.

### Equazione della parabola traslata
Si vuole traslare la parabola {\displaystyle y=ax^{2}} di un vettore {\displaystyle {\overrightarrow {v}}\left(x_{V};y_{V}\right)}.
Le equazioni di traslazione sono:
{\displaystyle \left\{{\begin{matrix}x'=x+x_{V}\\y'=y+y_{V}\end{matrix}}\right.\Rightarrow \left\{{\begin{matrix}x=x'-x_{V}\\y=y'-y_{V}\end{matrix}}\right.}
Quindi la parabola traslata ha equazione {\displaystyle y-y_{V}=a(x-x_{V})^{2}}.
Il nuovo vertice ha coordinate {\displaystyle V\left(x_{V};y_{V}\right)}.

## Caratteristiche della parabola con asse di simmetria parallelo ad uno degli assi cartesiani

### Parabola con asse di simmetria verticale (parallelo all'asseydelle ordinate)
L'equazione di questa parabola è {\displaystyle y=ax^{2}+bx+c.}
Si consideri la parabola traslata descritta precedentemente di equazione
{\displaystyle y=a(x-x_{V})^{2}+y_{V}.}
Dopo opportuni calcoli si ottiene
{\displaystyle y=ax^{2}-2ax_{V}x+ax_{V}^{2}+y_{V}.}
Posto {\displaystyle b=-2ax_{V}} e {\displaystyle c=ax_{V}^{2}+y_{V}}, si ottiene
{\displaystyle y=ax^{2}+bx+c.}
Con un procedimento inverso è possibile ricavare la relazione tra {\displaystyle x_{V}} e {\displaystyle y_{V}} e i coefficienti {\displaystyle a,b} e {\displaystyle c}.
- Discriminante:

{\displaystyle \Delta =b^{2}-4ac.}
- Equazione dell'asse di simmetria:

{\displaystyle x=-{\frac {b}{2a}}.}
- Coordinate del vertice:

{\displaystyle \left(-{\frac {b}{2a}};-{\frac {\Delta }{4a}}\right)}
- Coordinate del fuoco:

{\displaystyle \left(-{\frac {b}{2a}};{\frac {1-\Delta }{4a}}\right)=\left(-{\frac {b}{2a}};-{\frac {\Delta }{4a}}+{\frac {1}{4a}}\right)}
- Equazione della direttrice:

{\displaystyle y=-{\frac {1+\Delta }{4a}}\Leftrightarrow y=-{\frac {\Delta }{4a}}-{\frac {1}{4a}}}

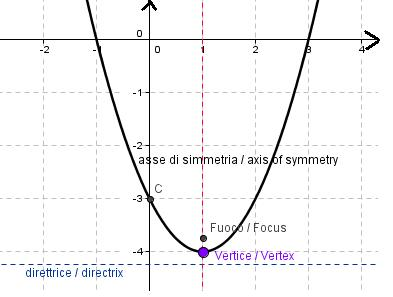
Parabola con asse di simmetria parallelo all'asse, con e.

dove la seconda versione per l'ordinata del fuoco e per l'equazione della direttrice ne aiutano la memorizzazione evidenziandovi il termine 
{\displaystyle -{\frac {\Delta }{4a}}} (che rappresenta l'ordinata del vertice) e il termine 
{\displaystyle {\frac {1}{4a}}}
(il cui valore assoluto rappresenta la distanza del vertice sia dal fuoco sia dalla direttrice).
Si noti che l'ordinata {\displaystyle y_{V}} del vertice, poiché 
{\displaystyle V=(x_{V};y_{V})} 
è un punto appartenente alla parabola, può anche essere ottenuta sostituendo l'ascissa del vertice {\displaystyle x_{V}=-{\frac {b}{2a}}} nell'equazione della parabola:
{\displaystyle y_{V}=a\left(x_{V}\right)^{2}+bx_{V}+c}.

### Parabola con asse di simmetria orizzontale (parallelo all'assexdelle ascisse)
Ogni parabola con asse parallelo all'asse {\displaystyle x} si può ottenere come corrispondente, nella simmetria assiale rispetto alla bisettrice del primo e terzo quadrante, di una parabola con asse parallelo all'asse {\displaystyle y.} Per ricavare la sua equazione, applicando all'equazione generale della parabola con asse parallelo all'asse delle ordinate, {\displaystyle y=ax^{2}+bx+c}, le equazioni di simmetria
{\displaystyle {\begin{cases}x'=y\\y'=x\end{cases}}}
ne risulta che bisogna scambiare la variabile {\displaystyle x} con la variabile {\displaystyle y}, ottenendo
{\displaystyle x=ay^{2}+by+c.}

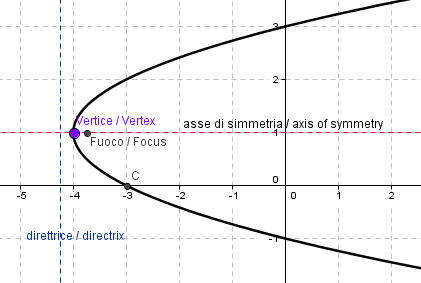
Parabola con asse di simmetria parallelo all'asse, con e

Lo stesso procedimento può essere attuato per ottenere gli altri elementi della parabola:
- Discriminante:

{\displaystyle \Delta =b^{2}-4ac.}
- Equazione dell'asse di simmetria:

{\displaystyle y=-{\frac {b}{2a}}.}
- Coordinate del vertice:

{\displaystyle \left(-{\frac {\Delta }{4a}};-{\frac {b}{2a}}\right).}
- Coordinate del fuoco:

{\displaystyle \left({\frac {1-\Delta }{4a}};-{\frac {b}{2a}}\right).}
- Equazione della direttrice:

{\displaystyle x=-{\frac {1+\Delta }{4a}}.}

#### Parabola e funzioni
Al contrario di {\displaystyle y=ax^{2}+bx+c,} l'equazione {\displaystyle x=ay^{2}+by+c} non fa corrispondere a ogni {\displaystyle x} uno e un solo valore di {\displaystyle y,} pertanto una parabola con asse parallelo all'asse delle ascisse non è il grafico di una funzione. Tuttavia, alcune equazioni di rami di parabole tra cui {\displaystyle y={\sqrt {x}}} possono esprimere una funzione.

## Coefficienti dell'espressione polinomiale
Ciascuno dei coefficienti nell'espressione
{\displaystyle y=ax^{2}+bx+c}
ha un ruolo particolare.

### Il coefficientea

Variazione della concavità al variare del parametro a nell'equazione

Il coefficiente {\displaystyle a} determina la convessità della parabola:
- {\displaystyle a>0}: concavità rivolta verso l'alto (o verso la direzione positiva delle ascisse nel caso di una parabola il cui asse è parallelo all'asse {\displaystyle x});
- {\displaystyle a<0}: concavità rivolta verso il basso (o verso la direzione negativa delle ascisse nel caso di una parabola il cui asse è parallelo all'asse {\displaystyle x});
- {\displaystyle a=0}: la parabola degenera in una retta.

Il suo significato risulta evidente nel caso particolare ({\displaystyle b=0}, {\displaystyle c=0}) in cui l'equazione si riduce alla 
{\displaystyle y=a\cdot x^{2}.}

### Il coefficienteb

Il parametro della funzione quadratica influisce sulla posizione dell'asse di simmetria della parabola e quindi sulla posizione del vertice che a sua volta si muove su una parabola di equazione.

Il coefficiente {\displaystyle b} determina la pendenza con cui la parabola interseca l'asse delle ordinate. In altre parole, la retta tangente alla parabola nel punto di incontro con l'asse delle ordinate, ha pendenza pari a {\displaystyle b.} Questo significa che se {\displaystyle b} vale zero, il vertice della parabola appartiene all'asse {\displaystyle y} e quindi l'asse della parabola coincide con l'asse delle ordinate.
Il coefficiente {\displaystyle b} è legato alla posizione dell'asse della parabola (la retta verticale passante per il vertice), che ha equazione
{\displaystyle x=-{\frac {b}{2a}}.}
Lo si può dimostrare sia trovando il punto medio di due punti della parabola che hanno uguale ordinata, sia trovando lo zero della derivata (infatti se la derivata prima è uguale a zero otteniamo un punto stazionario, in questo caso il vertice).
Mentre la derivata prima, potrà essere facilmente individuata essendo una retta che interseca l'asse delle ascisse nel punto {\displaystyle -b/(2a)} e l'asse delle ordinate in {\displaystyle b.}
Considerando il vertice della parabola si può notare (anche dall'animazione a destra) che questo, al variare di {\displaystyle b}, compie un movimento formando un'altra parabola. Infatti si prendano in considerazione le equazioni che esprimono le coordinate del vertice, considerando come incognite la {\displaystyle x} e la {\displaystyle y}
{\displaystyle x=-{\frac {b}{2a}};\quad y=-{\frac {b^{2}-4ac}{4a}}.}
Riscrivendo, tramite alcune manipolazioni algebriche, l'equazione della {\displaystyle y,} possiamo individuare l'espressione della {\displaystyle x} in quest'equazione
{\displaystyle y=-{\frac {\left(-{\frac {b}{2a}}\right)^{2}\cdot 4a^{2}-4ac}{4a}}=-a\left(-{\frac {b}{2a}}\right)^{2}+c.}
Sostituendo con la {\displaystyle x,} si ottiene la parabola
{\displaystyle y=-ax^{2}+c,}
che è l'equazione della parabola formata dai vertici delle parabole iniziali ottenute al variare di {\displaystyle b,} con {\displaystyle a} e {\displaystyle c} fissati.

### Il coefficientec
Il coefficiente {\displaystyle c}, termine noto dell'equazione della parabola, determina il punto di intersezione della parabola con l'asse delle ordinate.
Ciò è facilmente verificabile mettendo a sistema l'equazione dell'asse {\displaystyle y} con quella di una parabola:
{\displaystyle {\begin{cases}x=0\\y=ax^{2}+bx+c\end{cases}}\quad \Rightarrow \quad {\begin{cases}x=0\\y=a(0)^{2}+b(0)+c\end{cases}}\quad \Rightarrow \quad {\begin{cases}x=0\\y=c\end{cases}}}
Se il termine {\displaystyle c} è nullo, la parabola passa per l'origine degli assi.

## Problemi classici della parabola

### Parabola passante per tre punti
Dati tre punti {\displaystyle A,B,C,} di coordinate note, si possono trovare i coefficienti {\displaystyle a,b,c} dell'equazione che rappresenta la parabola passante per tali punti attraverso un sistema di tre equazioni, andando a sostituire le incognite {\displaystyle x} e {\displaystyle y} con le coordinate dei punti.

### Parabola passante per un punto e il vertice
1° metodo (sostituendo le coordinate di {\displaystyle V} e del punto)
Si vogliono determinare i coefficienti di una parabola con asse parallelo all'asse {\displaystyle y} del tipo: {\displaystyle y=ax^{2}+bx+c}.
È noto che tale parabola ha vertice nel punto {\displaystyle V(x_{V};y_{V})} e passa per il punto {\displaystyle P(x_{P};y_{P})}.
Si sfrutta la condizione di passaggio per {\displaystyle P} e per {\displaystyle V} e il fatto che il vertice sta sull'asse di simmetria della parabola e dunque {\displaystyle x_{v}=-{\frac {b}{2a}}}.
È necessario costruire un sistema di tre equazioni nelle incognite {\displaystyle a,b,c.}
{\displaystyle {\begin{cases}ax_{V}^{2}+bx_{V}+c=y_{V}\\ax_{P}^{2}+bx_{P}+c=y_{P}\\-{\frac {b}{2a}}=x_{V}\end{cases}}}
Si tratta di un sistema fratto, ma lineare facilmente risolvibile mediante sostituzione di {\displaystyle b} ricavata dalla terza equazione.
2° metodo (usando il concetto di fascio di parabole o quello di traslazione)
Poiché qualunque parabola (ad asse verticale) è riconducibile alla parabola {\displaystyle y=ax^{2}}, opportunamente traslata, si può scrivere la generica parabola passante per {\displaystyle V(x_{V};y_{V})} come:
{\displaystyle y-y_{V}=a(x-x_{V})^{2}.}
Rimane così da determinare un solo parametro ({\displaystyle a}), che può essere trovato imponendo il passaggio per il punto {\displaystyle P(x_{P};y_{P})}, sostituendo le coordinate di {\displaystyle P} alle variabili {\displaystyle x}, {\displaystyle y}.
{\displaystyle y_{P}-y_{V}=a(x_{P}-x_{V})^{2}.}

## Problemi retta parabola

### Retta tangente a una parabola in un suo punto
Data l'equazione della parabola {\displaystyle y=ax^{2}+bx+c} e considerato un suo generico punto {\displaystyle P(x_{0};y_{0})} di coordinate {\displaystyle (x_{0};y_{0})=(x_{0};ax_{0}^{2}+bx_{0}+c),} l'equazione della retta tangente alla parabola nel punto {\displaystyle P} è data da:
{\displaystyle y=(2ax_{0}+b)x-ax_{0}^{2}+c.}

#### Dimostrazione
Ricordando che il coefficiente angolare della tangente a una funzione in un suo punto è dato dalla derivata della funzione calcolata in tale punto, cominciamo col ricavare la derivata della parabola:
{\displaystyle y'=2ax+b.}
Il coefficiente angolare {\displaystyle m_{t}} della tangente in {\displaystyle P} sarà quindi dato dal valore della derivata in tale punto:
{\displaystyle m_{t}=2ax_{0}+b.}
Sostituendo nella formula generale del fascio di rette avente per centro il punto {\displaystyle \scriptstyle P(x_{0},y_{0})}
{\displaystyle y=m(x-x_{0})+y_{0},}
i valori {\displaystyle m_{t}} e {\displaystyle y_{0}} sopra riportati otteniamo:
{\displaystyle y=(2ax_{0}+b)(x-x_{0})+ax_{0}^{2}+bx_{0}+c}
{\displaystyle y=2ax_{0}x-2ax_{0}^{2}+bx-bx_{0}+ax_{0}^{2}+bx_{0}+c}
{\displaystyle y=2ax_{0}x-ax_{0}^{2}+bx+c}
{\displaystyle y=(2ax_{0}+b)x-ax_{0}^{2}+c.}

### Rette tangenti a una parabola condotte da un punto esterno

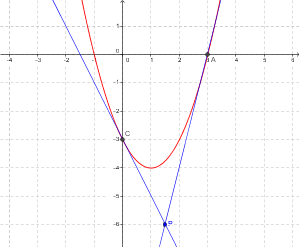
Rette tangenti ad una parabola condotte da un punto esterno P alla parabola

Data l'equazione generale della parabola:
{\displaystyle y=ax^{2}+bx+c,}
e un punto {\displaystyle P(x_{0},y_{0})} esterno alla parabola, si vogliono trovare le rette tangenti alla parabola passanti per {\displaystyle P}.
Il problema viene risolto attraverso la costruzione della cosiddetta condizione di tangenza.
Si costruisce il fascio proprio di rette centrato nel punto {\displaystyle P}, la cui equazione è
{\displaystyle y-y_{0}=m(x-x_{0}).}
Quindi si costruisce il sistema delle equazioni retta-parabola:
{\displaystyle {\begin{cases}y-y_{0}=m(x-x_{0})\\y=ax^{2}+bx+c\end{cases}}}
Il sistema non va risolto in quanto si tratta di un sistema parametrico (oltre alle incognite {\displaystyle x} e {\displaystyle y} c'è il parametro {\displaystyle m}), ma, dopo opportuna sostituzione, si ottiene l'equazione di 2º grado in {\displaystyle x} di parametro {\displaystyle m} associata al sistema:
{\displaystyle {\begin{cases}y=m(x-x_{0})+y_{0}\\y=ax^{2}+bx+c\end{cases}}}
{\displaystyle {\begin{cases}y=m(x-x_{0})+y_{0}\\ax^{2}+bx+c=m(x-x_{0})+y_{0}\end{cases}}}
{\displaystyle {\begin{cases}y=m(x-x_{0})+y_{0}\\ax^{2}+(b-m)x+c+mx_{0}-y_{0}=0\end{cases}}}
Dall'equazione di 2º grado si ricava il discriminante che dipende dal parametro {\displaystyle m} e si impone la condizione di tangenza
{\displaystyle \Delta =0.}
Le soluzioni di questa equazione, di incognita {\displaystyle m}, sono i coefficienti angolari delle due rette tangenti alla parabola che vanno sostituiti nell'equazione del fascio proprio per determinare le equazioni di tali rette.

### Altro metodo per le tangenti condotte da un punto esterno
Un altro metodo per trovare le tangenti alla parabola è quello di usare la derivata, si consideri infatti la parabola di equazione:
{\displaystyle y=ax^{2}+bx+c,}
e la sua derivata prima:
{\displaystyle y'=2ax+b.}
Per trovare le tangenti alla parabola passanti per il punto {\displaystyle P(x_{0};y_{0})} bisogna considerare l'equazione della retta passante per quel punto che è:
{\displaystyle y-y_{0}=m(x-x_{0}).}
Trovando {\displaystyle m} si ha:
{\displaystyle {\frac {y-y_{0}}{x-x_{0}}}=m.}
Abbiamo posto la condizione di tangenza e quindi il coefficiente angolare deve essere uguale alla derivata:
{\displaystyle {\frac {y-y_{0}}{x-x_{0}}}=2ax+b.}
Esistono quindi due punti appartenenti alla parabola in cui la derivata è uguale al coefficiente angolare della retta tangente passante per il punto {\displaystyle P}, quei punti sono da determinare dall'equazione sopra posta. Sostituendo a {\displaystyle y} l'equazione della parabola si ottiene:
{\displaystyle {\frac {ax^{2}+bx+c-y_{0}}{x-x_{0}}}=2ax+b}
{\displaystyle ax^{2}+bx+c-y_{0}=(2ax+b)(x-x_{0})}
{\displaystyle ax^{2}+bx+c-y_{0}=2ax^{2}-2ax_{0}x+bx-bx_{0}}
{\displaystyle -ax^{2}+2ax_{0}x+bx_{0}+c-y_{0}=0}
{\displaystyle ax^{2}-2ax_{0}x+y_{0}-bx_{0}-c=0}
Risolvendo l'equazione si ottengono due soluzioni per {\displaystyle x}, sostituendo queste soluzioni (sotto indicate con {\displaystyle x_{s}}) nella derivata prima si ottiene poi il coefficiente angolare delle due rette passanti per il punto {\displaystyle P} e tangenti alla parabola. Le rette hanno quindi equazione:
{\displaystyle y=(2ax_{s}+b)(x-x_{0})+y_{0}.}

## Fascio di parabole
In geometria analitica, un fascio di parabole si ottiene mediante una combinazione lineare, vale a dire effettuando la somma di due equazioni (in forma implicita) entrambe rappresentanti parabole (che saranno le generatrici del fascio) e moltiplicando una di esse per un parametro (in questo caso {\displaystyle k}):
{\displaystyle y-ax^{2}-bx-c+k(y-a_{1}x^{2}-b_{1}x-c_{1})=0}
In questo caso, le due parabole presentano l'asse parallelo all'asse {\displaystyle y.} Una delle due parabole generatrici, ed esattamente quella moltiplicata per il parametro, sarà esclusa dal fascio, perché non si otterrà per nessun valore di {\displaystyle k}. Essa viene quindi definita la parabola esclusa del fascio, e si ottiene solo se {\displaystyle k} assume un valore infinito, che però non è un numero reale. Effettuando i calcoli, il fascio si presenta in questa forma, la forma canonica di un fascio di parabole:
{\displaystyle y(k+1)-x^{2}(a+a_{1}k)-x(b+b_{1}k)-(c+kc_{1})=0.}
Un fascio di parabole può presentare dei punti base, ovvero punti attraverso i quali passano tutte le parabole del suo fascio. I punti base di un fascio si ottengono mettendo a sistema le equazioni delle due parabole generatrici. Eguagliando le {\displaystyle y} delle due equazioni si otterrà la seguente equazione:
{\displaystyle x^{2}(a-a_{1})+x(b-b_{1})+c-c_{1}=0.}
A questo punto possono presentarsi tre possibilità:
- se il discriminante di questa equazione è positivo, esisteranno due punti base distinti che, sostituiti nell'equazione del fascio, la soddisferanno;
- se il discriminante è nullo, allora i due punti base saranno coincidenti e tutte le parabole del fascio ammetteranno una tangente comune e saranno tangenti fra di loro nei due punti base coincidenti, che apparterranno a questa tangente;
- se il discriminante è negativo, non esisteranno punti base.

Riassumendo:
{\displaystyle \Delta >0}     due punti base reali e distinti;
{\displaystyle \Delta =0}     due punti base reali e coincidenti;
{\displaystyle \Delta <0}     non esistono punti base.
Può capitare che il fascio presenti un solo punto base, di molteplicità 1, attraverso il quale passano tutte le parabole del fascio. Ciò accade solo quando queste presentano lo stesso valore, non solo in modulo, del coefficiente del termine di primo grado {\displaystyle a}.
Il fascio può contenere rette o coppie di rette. Se {\displaystyle k} assume valori tali che il coefficiente del termine di secondo grado si annulli, l'equazione del fascio di parabole si riduce all'equazione di una retta, del tipo: {\displaystyle ax+by+c=0}. Nel caso di equazioni in cui i punti base sono reali e distinti, è la loro retta congiungente. Se i punti base sono reali e coincidenti, è la retta tangente a tutte le parabole del fascio. Se non esistono punti base, è una retta qualunque del fascio.
Se {\displaystyle k} assume valori tali che il coefficiente della {\displaystyle y} si annulli, l'equazione del fascio di parabole si riduce ad un'equazione di secondo grado in {\displaystyle x}, del tipo {\displaystyle ax^{2}+bx+c=0}, equazione che rappresenta una coppia di rette, parallele all'asse {\displaystyle y} (nel caso di questo fascio) e passanti per le ascisse dei due punti base del fascio. Se questi non esisteranno, il fascio non conterrà coppie di rette, se saranno coincidenti, le rette della coppia saranno anch'esse coincidenti.
Se {\displaystyle k} non assume valori per cui si possano ottenere rette o coppie di rette, o le une o le altre non sono presenti nel fascio.
Si noti che in molti casi le due generatrici del fascio sono proprio una retta e una coppia di rette e che solitamente è la coppia di rette a venire moltiplicata per il parametro e ad essere quindi esclusa dal fascio.

## Disequazione di secondo grado
La parabola può anche essere utilizzata nella risoluzione delle disequazioni di secondo grado, tramite delle semplici verifiche. Bisogna innanzitutto tener presente il verso della parabola attraverso il coefficiente dell'incognita elevata al quadrato. Se tale coefficiente è positivo la parabola sarà rivolta verso l'alto, verso il basso altrimenti.
Occorre poi capire se la parabola intersechi o meno l'asse delle ascisse attraverso il discriminante. Se esso è positivo, la parabola avrà due intersezioni con l'asse delle {\displaystyle x} che è possibile scoprire risolvendo l'equazione di secondo grado associata. Se è nullo, la parabola sarà tangente all'asse in un punto le cui coordinate si possono scoprire in modo analogo al precedente. Se negativo, la parabola non avrà intersezioni con l'asse e sarà totalmente sopra o totalmente sotto di esso, rispettivamente se {\displaystyle a>0} o se {\displaystyle a<0}. A questo punto potendo disegnare approssimativamente la parabola, si può verificare facilmente per quali valori di {\displaystyle x} la parabola assuma valori positivi, negativi o nulli.

## Parabola come luogo geometrico
La parabola, in geometria descrittiva può essere definita anche come luogo geometrico dei centri delle ellissi (inclusa la circonferenza) tangenti una retta {\displaystyle r} ed un'ellisse {\displaystyle \Delta } assegnati. La retta {\displaystyle r} viene detta direttrice e la retta polare del punto improprio, che ha la direzione di {\displaystyle r}, viene detta asse della parabola.
Nel caso in cui l'asse di simmetria di {\displaystyle \Delta } è perpendicolare a {\displaystyle r}, si ha una parabola simmetrica.

## Approssimazioni

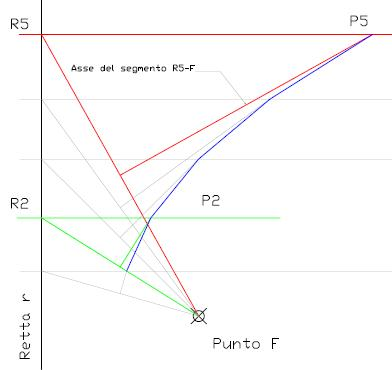
Approssimazione di una parabola con una linea spezzata.

Dati il fuoco e la direttrice, è possibile disegnare una linea spezzata che approssimi la parabola con riga e compasso.